# U-96号潜艇 (1917年)
陛下之96号潜艇是德意志帝国海军建造的一艘中型潜艇或称U艇。它由基尔的日耳曼尼亚船厂承建，于1917年2月15日下水，至同年4月11日交付使用。U-96号是在第一次世界大战期间服役的329艘德国潜艇之一，曾参加过大西洋潜艇战。在其九次巡逻中，共击沉协约国或中立国的30艘商船（89893总吨）和1艘辅助军舰（5360总吨）。战后，根据停战协议的要求，U-96号于1918年11月20日被引渡至英国正式投降，至1919至1920年间在博內斯拆解报废。

## 设计
第一次世界大战爆发后，为了满足潜艇破交战的作战需求，德意志帝国海军潜艇局（U-Boot-Inspektion）在U-43号（战时动员型）的基础上，研发出了一种技术上更为成熟的中型双壳体远洋潜艇。其排水量适中、性能均衡，非常适合北海和英国周边海域的作战环境。海军为此共计批出34艘订单，战术编号使用U-81至U-114号。实战证明，这一系列的潜艇具有出色的航海能力和稳定的耐用性，它们的许多布置也对后世IX級潛艇和国外一些潜艇的设计产生了影响。
U-96号是由基尔日耳曼尼亚船厂承建的第二批次（U-93至U-98号）的四号艇。从这一批次开始，设计部门对艇体线形进行了优化，步行甲板扶手被取消，侧面舷墙降低高度后与艇体外壳融为一体，有效改善了潜艇的机动性能。同时，其排水量、长度、航速和船员编制等方面相较于该厂的前一批次产品（U-81至U-86号）均有所提高，惟续航里程略为缩短。该艇的水上和水下排水量分别为837吨和998吨。其全长71.55米；舷宽6.30米，当中的耐压壳体宽为4.15米；有3.94米的吃水深度。艇只搭载有可在水上使用的两台猛狮六缸四冲程柴油发动机，总功率为2,300匹公制馬力（1,692千瓦特）；以及可在水下使用的西门子-舒克特双电动发电机，总功率为1,200匹公制馬力（883千瓦特）。这些发动机用以驱动双轴、每根轴各一个的直径1.66米长螺旋桨。它的潜航深度为50米。
U-96号在水上的最高速度达16.9節（31.3每小時），在水下的最高航速则为8.6節（15.9每小時）。它可以8節（15每小時）的速度在水上巡航8,290海里（15,350），或以5節（9.3每小時）的速度在水下巡航47海里（87）。该艇装备了六具直径为500毫米的鱼雷发射管，其中艇艏四具、艉部两具，并可合共携带至多16枚鱼雷；作为辅助武器的甲板炮则是一门88毫米30倍径速射炮和一门105毫米45倍径速射炮。其标准船员编制为4名军官及32名水兵。

## 历史
U-96号是由德意志帝国海军作为F项战时订单（Kriegsauftrag F）的一部分，于1915年9月15日向基尔的日耳曼尼亚船厂订购，建造编号为260。艇体自1916年1月12日开建，1917年2月15日下水，至同年4月11日在首任暨唯一一任艇长、海军上尉海因里希·耶斯的指挥下正式交付使用。完成海试后，U-96号自1917年5月下旬起被编入分驻埃姆登和博尔库姆的第四潜艇区舰队服役，并一直隶属于该部队直至战争结束。
第一次世界大战期间，U-96号曾在北大西洋东部完成了八次巡逻；共计击沉容积总吨为89893吨的30艘协约国或中立国商船，以及1艘容积总吨为5360吨的英国武装商船巡洋舰。其中，被U-96号击沉的最大型船舶是容积总吨为7832吨的英国客轮阿帕帕号，它在从塞拉利昂前往利物浦的途中，于1917年11月28日在莱纳斯角东北约3海里（5.6）处遭鱼雷命中。由于耶斯上尉过早给予致命一击，妨碍了船员的有序撤离，造成多达77人死亡。而1918年3月20日在马恩岛西北部海域遇袭的英国货轮监护者号（Custodian）甚至更大，也有3名船员在此过程中遇难；但这艘载重达9214总吨的巨轮却得以逃脱并重新修复。此外，U-96号曾于1917年10月9日在小马恩岛西南约8海里（15）用鱼雷击沉了隶属英国皇家海军的武装商船巡洋舰香槟号，导致58名船员阵亡。这也是U-96号对军用船舶取得的唯一战功。
1917年12月6日傍晚，U-96号由于粗心大意，在黑暗中撞上了另一艘德国布雷潜艇UC-69号。事故发生在巴夫勒尔以北约8.5海里（15.7）的英吉利海峡。尽管U-96号通过支承延缓了对方下沉，但UC-69号仍然在10分钟内沉没，共造成11名船员罹难。
U-96号在战争中幸存了下来，没有被击沉。战后，根据对德停战协议的要求，它于1918年11月20日移交英国，并在哈维奇正式向协约国投降。由于英国不再使用U艇，U-96号最终于1919－1920年间在博內斯拆解报废。

## 袭击历史摘要
| 日期           | 船名               | 船籍         | 吨位 （容积总吨） | 结局 |
| -------------- | ------------------ | ------------ | ----------------- | ---- |
| 1917年6月2日   | 三叶草号           | 英国         | 170               | 击沉 |
| 1917年6月2日   | 圣伯纳号           | 英国         | 186               | 击沉 |
| 1917年6月8日   | 演说者号           | 英国         | 3563              | 击沉 |
| 1917年6月9日   | 考德男爵号         | 英国         | 4316              | 击沉 |
| 1917年7月14日  | 伊曼纽尔号         | 丹麦         | 203               | 击沉 |
| 1917年7月21日  | 帕丁顿号           | 英国         | 5084              | 击沉 |
| 1917年7月23日  | 拉蒂奥莱号         | 法國         | 4029              | 击伤 |
| 1917年7月29日  | 阿尼特拉号         | 挪威         | 593               | 击沉 |
| 1917年10月1日  | 卡拉宾号           | 英国         | 2739              | 击沉 |
| 1917年10月3日  | 赫斯特号           | 英国         | 4718              | 击沉 |
| 1917年10月4日  | 卢比号             | 英国         | 39                | 击沉 |
| 1917年10月4日  | 扬·克利福德号      | 英国         | 47                | 击沉 |
| 1917年10月6日  | 比代尔号           | 英国         | 2116              | 击沉 |
| 1917年10月8日  | 格雷尔东号         | 英国         | 3322              | 击沉 |
| 1917年10月8日  | 孟斐斯人号         | 英国         | 6305              | 击沉 |
| 1917年10月9日  | 香槟号             | 英國皇家海軍 | 5360              | 击沉 |
| 1917年10月9日  | 白沙瓦号           | 英国         | 7634              | 击沉 |
| 1917年11月23日 | 拉布兰卡号         | 英国         | 7479              | 击沉 |
| 1917年11月24日 | 萨比亚             | 英国         | 2807              | 击沉 |
| 1917年11月26日 | 德罗号             | 挪威         | 2923              | 击沉 |
| 1917年11月28日 | 阿格诺利亚号       | 英国         | 2977              | 击伤 |
| 1917年11月28日 | 阿帕帕号           | 英国         | 7832              | 击沉 |
| 1917年11月30日 | 杰尔宾特号         | 英国         | 3178              | 击沉 |
| 1918年3月20日  | 监护者号           | 英国         | 9214              | 击伤 |
| 1918年3月25日  | 德斯特罗号         | 英国         | 859               | 击沉 |
| 1918年3月28日  | 因科西号           | 英国         | 3661              | 击沉 |
| 1918年3月30日  | 杰拉尔丁           | 英国         | 61                | 击沉 |
| 1918年3月30日  | 圣米尚号           | 英国         | 43                | 击沉 |
| 1918年3月31日  | 科纳戈号           | 英国         | 4312              | 击沉 |
| 1918年5月27日  | 米希尔·塔尔·约斯号 | 荷蘭         | 86                | 击沉 |
| 1918年6月5日   | 鲍威尔号           | 英国         | 2013              | 击沉 |
| 1918年6月9日   | 万达利亚号         | 英国         | 7333              | 击沉 |
| 1918年8月4日   | 赖因哈德号         | 俄罗斯帝国   | 239               | 击沉 |
| 1918年8月7日   | 哈里斯高地号       | 英国         | 6032              | 击沉 |

## 脚注
1. 1 2 3  Helgason, Guðmundur. . German and Austrian U-boats of World War I - Kaiserliche Marine - Uboat.net.   [2021-12-02].
2. ↑  Gröner 1991，第12-14頁.
3. 1 2  Helgason, Guðmundur. . German and Austrian U-boats of World War I - Kaiserliche Marine - Uboat.net.   [2015-01-21].
4. 1 2  陈进，第71頁.
5. ↑  Herzog，第50頁.
6. ↑  Helgason, Guðmundur. . German and Austrian U-boats of World War I - Kaiserliche Marine - Uboat.net.   [2021-11-29].
7. ↑  Herzog，第48頁.
8. 1 2  Gröner 1991，第12–14頁.
9. ↑  Herzog，第139頁.
10. ↑  Herzog，第123頁.
11. ↑  Herzog，第68頁.
12. ↑  Herzog，第119頁.
13. ↑  Helgason, Guðmundur. . German and Austrian U-boats of World War I - Kaiserliche Marine - Uboat.net.   [2021-12-01].
14. ↑  Helgason, Guðmundur. . German and Austrian U-boats of World War I - Kaiserliche Marine - Uboat.net.   [2021-11-30].
15. ↑  Helgason, Guðmundur. . German and Austrian U-boats of World War I - Kaiserliche Marine - Uboat.net.   [2021-12-01].
16. ↑  Herzog，第99, 120頁.
17. ↑  Kemp，第39頁.
18. ↑  Helgason, Guðmundur. . German and Austrian U-boats of World War I - Kaiserliche Marine - Uboat.net.   [2012-12-26].
19. ↑  Herzog，第91頁.
20. ↑  Helgason, Guðmundur. . German and Austrian U-boats of World War I - Kaiserliche Marine - Uboat.net.   [2015-01-21].